# Hans Krankl
Johann "Hans" Krankl (Viena, 14 de fevereiro de 1953) é um ex-futebolista austríaco que atuava como atacante.

## Biografia
Chamado de "o tanque", jogava na posição de centroavante no Rapid Viena - clube que o revelou - sendo, inclusive, considerado um dos melhores da sua posição na década de 1970. Na temporada 1977-1978 ganhou a Bota de ouro como o maior artilheiro europeu da temporada. Foi um dos destaques da Seleção da Áustria na Copa do Mundo FIFA de 1978 e o artilheiro da equipe com 4 gols, sendo que um desses gols foi o que deu a vitória a Áustria sobre a Alemanha por 3-2. Disputou também a Copa do Mundo FIFA de 1982.

## Estatísticas

### Clubes
| Equipe            | Temporada         | Campeonato nacional | Campeonato nacional | Copa nacional | Copa nacional | Competições continentais | Competições continentais | Total | Total |
| Equipe            | Temporada         | Jogos               | Gols                | Jogos         | Gols          | Jogos                    | Gols                     | Jogos | Gols  |
| ----------------- | ----------------- | ------------------- | ------------------- | ------------- | ------------- | ------------------------ | ------------------------ | ----- | ----- |
| Rapid Viena       | 1970–71           | 4                   | 0                   | 2             | 0             | –                        | –                        | 6     | 0     |
| Rapid Viena       | 1972–73           | 30                  | 14                  | 8             | 6             | 4                        | 1                        | 42    | 21    |
| Rapid Viena       | 1973–74           | 32                  | 36                  | 6             | 5             | 4                        | 1                        | 42    | 42    |
| Rapid Viena       | 1974–75           | 33                  | 17                  | 3             | 0             | 4                        | 1                        | 40    | 18    |
| Rapid Viena       | 1975–76           | 35                  | 20                  | 6             | 6             | 2                        | 1                        | 43    | 27    |
| Rapid Viena       | 1976–77           | 35                  | 32                  | 1             | 2             | 2                        | 1                        | 38    | 35    |
| Rapid Viena       | 1977–78           | 36                  | 41                  | 3             | 1             | 2                        | 0                        | 41    | 42    |
| Rapid Viena       | Total             | 207                 | 160                 | 27            | 20            | 18                       | 5                        | 252   | 185   |
| Wiener AC         | 1971–72           | 26                  | 27                  | –             | –             | –                        | –                        | 26    | 27    |
| Wiener AC         | Total             | 26                  | 27                  | –             | –             | –                        | –                        | 26    | 27    |
| Barcelona         | 1978–79           | 30                  | 29                  | 1             | 1             | 9                        | 5                        | 40    | 36    |
| Barcelona         | 1979–80           | 9                   | 2                   | –             | –             | 3                        | 4                        | 12    | 6     |
| Barcelona         | 1980–81           | 7                   | 3                   | –             | –             | 1                        | 0                        | 8     | 3     |
| Barcelona         | Total             | 46                  | 34                  | 1             | 1             | 13                       | 9                        | 60    | 45    |
| First Vienna      | 1979–80           | 17                  | 12                  | –             | –             | –                        | –                        | 17    | 12    |
| First Vienna      | Total             | 17                  | 12                  | –             | –             | –                        | –                        | 17    | 12    |
| Rapid Viena       | 1980–81           | 18                  | 16                  | 1             | 0             | –                        | –                        | 19    | 16    |
| Rapid Viena       | 1981–82           | 32                  | 19                  | 2             | 1             | 6                        | 3                        | 40    | 23    |
| Rapid Viena       | 1982–83           | 26                  | 23                  | 7             | 9             | 4                        | 4                        | 37    | 36    |
| Rapid Viena       | 1983–84           |                     | 17                  | 7             | 8             | 6                        | 1                        | 40    | 26    |
| Rapid Viena       | 1984–85           | 25                  | 14                  | 7             | 12            | 8                        | 4                        | 40    | 30    |
| Rapid Viena       | 1985–86           | 17                  | 18                  | 1             | 1             | 3                        | 1                        | 21    | 20    |
| Rapid Viena       | Total             | 145                 | 107                 | 25            | 31            | 27                       | 13                       | 197   | 151   |
| Wiener Sport-Club | 1986–87           | 27                  | 20                  | –             | –             | –                        | –                        | 27    | 20    |
| Wiener Sport-Club | 1987–88           | 33                  | 20                  | –             | –             | –                        | –                        | 33    | 20    |
| Wiener Sport-Club | Total             | 60                  | 40                  | –             | –             | –                        | –                        | 60    | 40    |
| Kremser           | 1988–89           | 5                   | 1                   | –             | –             | –                        | –                        | 5     | 1     |
| Kremser           | Total             | 5                   | 1                   | –             | –             | –                        | –                        | 5     | 1     |
| Austria Salzburg  | 1988–89           | 14                  | 10                  | –             | –             | –                        | –                        | 14    | 10    |
| Austria Salzburg  | Total             | 14                  | 10                  | –             | –             | –                        | –                        | 14    | 10    |
| Total na carreira | Total na carreira | 473                 | 354                 | 55            | 52            | 58                       | 27                       | 586   | 471   |

### Seleção Austríaca
| Ano   | Jogos | Gols |
| ----- | ----- | ---- |
| 1973  | 4     | 0    |
| 1974  | 5     | 3    |
| 1975  | 6     | 4    |
| 1976  | 8     | 6    |
| 1977  | 7     | 7    |
| 1978  | 13    | 6    |
| 1979  | 5     | 3    |
| 1980  | 5     | 1    |
| 1981  | 6     | 2    |
| 1982  | 6     | 2    |
| 1983  | 3     | 0    |
| 1985  | 1     | 0    |
| Total | 69    | 34   |

## Títulos
Rapid Viena
- Campeonato Austríaco: 1981–82, 1982–83
- Copa da Áustria: 1975–76, 1982–83, 1983–84, 1984–85

Barcelona
- Copa del Rey: 1980–81
- Taça dos Clubes Vencedores de Taças: 1978–79

### Prêmios individuais
- Futebolista Austríaco do Ano: 1973, 1974, 1977, 1982, 1988
- Chuteira de Ouro da UEFA: 1977–78
- Troféu Pichichi: 1978–79

### Artilharias
- Campeonato Austríaco de 1973–74 (36 gols)
- Campeonato Austríaco de 1976–77 (32 gols)
- Campeonato Austríaco de 1977–78 (41 gols)
- La Liga de 1978–79 (29 gols)
- Campeonato Austríaco de 1982–83 (23 gols)